# Cavatorella
Cavatorella Deonier, 1995, è un genere di insetti della famiglia degli Ephydridae (Diptera: Schizophora). Comprende solo due specie asiatiche. 

## Descrizione
Insetti di piccole dimensioni, morfologicamente sono simili agli efidridi del genere Hydrellia. Gli elementi morfologici che contraddistinguono il genere da Hydrellia sono i seguenti:
- Capo: 2-3 setole facciali posizionate nel terzo inferiore della faccia.
- Torace: un paio di setole dorsocentrali, inserite subito dopo la sutura trasversa.
- Ali: strette, con apice a profilo ellittico. Costa rivestita da setole fra la frattura omerale e quella subcostale; la più sviluppata è lunga circa cinque volte rispetto alle altre.
- Addome: nei maschi, presenza di due processi sottili e convergenti, inseriti alla base dei surstili. Nelle femmine, gli uriti 5-8 sono conformati in modo da costituire un ovopositore di sostituzione perforante.

## Biologia

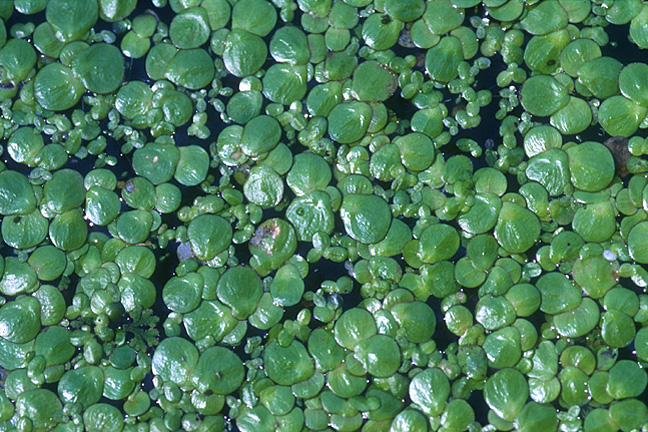
Spirodela polyrhiza, ospite di Cavatorella spirodelae.

Cavatorella comprende specie ad habitat acquatico. A differenza della generalità degli Efidridi, le larve di questo genere sono tuttavia adattate secondariamente alla fitofagia endofitica, comportamento ricorrente fra le Hydrelliinae e altri generi di efidridi. La specie tipo, Cavatorella spirodelae, è associata ad una pianta acquatica della famiglia delle Araceae, Spirodela polyrhiza, ritenuta invadente in ambienti d'acqua dolce.

## Sistematica
Il genere Cavatorella è stato istituito come monotipico negli anni novanta per includervi la specie, C. spirodelae Deonier, 1995. Per l'affinità morfologica con Hydrellia, il genere è stato inserito nella sottofamiglia Hydrelliinae, tribù Hydrelliini. Oltre dieci anni dopo è stata descritta una seconda specie, sempre asiatica, C. jinpingensis Zhang, Yang & Hayashi, 2009.

## Distribuzione e habitat
Entrambe le specie sono asiatiche, ma occupano areali differenti. C. spirodelae è specie paleartica, mentre C. jinpingensis è orientale.